# David Alan Harvey
David Alan Harvey (n. 6 iunie 1944, California, SUA) este un fotograf american. Harvey trăiește atât în Carolina de Nord, cât și în New York și începând cu anul 1997 a devenit unul dintre membrii agenției Magnum Photos. De-a lungul timpului, a realizat fotografii pentru revista National Geographic, iar în anul 1978 a fost numit de către National Press Photographers Association Fotograful Anului (secțiunea Reviste), o publicație online.

## Viața și cariera
Harvey s-a născut în San Francisco, California și a crescut în statul Virginia. A început să fotografieze la vârsta de 11 ani. În anul 1969, a absolvit Școala Postuniversitară de Jurnalism din cadrul Universității din Missouri. A lucrat pentru revista National Geographic. În anul 1978, fost numit Fotograful Anului (secțiunea Reviste) de către National Press Photographers Association. 
Prima carte a lui Harvey, Tell It Like It Is, a fost publicată în anul 1967 și este despre viețile unei familii de culoare din Norfolk, Virginia. Martin Parr și Gerry Badger au declarat despre cartea lui Harvey (Based on a True Story) că “și-a făcut locul printre cele mai bune și extravagante cărți ilustrate, concepute într-un moment în care designul extravagant este la apogeu”.

Este fondator și editor al Burn, un website destinat pasionaților de fotografie.

## Premii
- 1978: Magazine Photographer of the Year, National Press Photographers Association
- 2005: Photographer of the Year, PMDA (PhotoImaging Manufacturers and Distributors Association)

## Cărți
- Tell It Like It Is. Self-published, 1967.
- Cuba. Washington, DC: National Geographic Society, 2000. ISBN 978-84-8298-196-3.
- Divided Soul. London: Phaidon, 2003. ISBN 978-0-7148-4313-1.
- Living Proof. Brooklyn, NY: powerHouse, 2007. ISBN 978-1-57687-403-5.
- Based on a True Story. Self-published / BurnBooks, 2012. First edition of 600 copies. Also available in handmade book and handmade box, edition of 5 copies; handmade collector box with signed book and print, edition of 15 copies;[8] and magazine version, edition of 5000.[9]